# Браду (Нямц)
Браду (рум. Bradu) — село у повіті Нямц в Румунії. Входить до складу комуни Грінцієш.
Село розташоване на відстані 286 км на північ від Бухареста, 40 км на захід від П'ятра-Нямца, 132 км на захід від Ясс.

## Населення
За даними перепису населення 2002 року у селі проживали 797 осіб, з них 796 осіб (99,9%) румунів. Рідною мовою 796 осіб (99,9%) назвали румунську.